# Casaprota
Casaprota é uma comuna italiana da região do Lácio, província de Rieti, com cerca de 684 habitantes. Estende-se por uma área de 14 km², tendo uma densidade populacional de 49 hab/km². Faz fronteira com Frasso Sabino, Mompeo, Montenero Sabino, Poggio Nativo, Poggio San Lorenzo, Torricella in Sabina.

## Demografia
| Variação demográfica do município entre 1861 e 2011                               |
|                                                                                   |
| Fonte: Istituto Nazionale di Statistica (ISTAT) - Elaboração gráfica da Wikipedia |